# Hornsundtind
Le Hornsundtind est une montagne du Spitzberg (Svalbard) située dans le sud du fjord Hornsund.

## Histoire
William Martin Conway en entreprend l'ascension en 1897 mais son sommet n'est atteint que le 26 juillet 1938 par Herbert Rieche, Rudolf Bardodey et Leo Gburek.